# SD Beasain
Az SD Beasain, teljes nevén Sociedad Deportiva Beasain, baszkul Beasain Kirol Elkartea spanyolországi, baszkföldi labdarúgócsapatot 1905-ben alapították, 2016/17-ben a negyedosztályban szerepelt.

## Statisztika
| Szezon      | Osztály    | Poz. | Copa del Rey |
| ----------- | ---------- | ---- | ------------ |
| 1929-30-tól | Regionális | —    |              |
| 1955-56-ig  | Regionális | —    |              |
| 1956/57     | 3ª         | 7.   |              |
| 1957/58     | 3ª         | 11.  |              |
| 1958/59     | 3ª         | 7.   |              |
| 1959/60     | 3ª         | 8.   |              |
| 1960/61     | 3ª         | 14.  |              |
| 1961/62     | 3ª         | 5.   |              |
| 1962/63     | 3ª         | 14.  |              |
| 1963/64     | 3ª         | 7.   |              |
| 1964/65     | 3ª         | 15.  |              |
| 1965-66-tól | Regionális | —    |              |
| 1990-91-ig  | Regionális | —    |              |
| 1991/92     | 3ª         | 2.   |              |
| 1992/93     | 2ªB        | 13.  |              |
| 1993/94     | 2ªB        | 6.   |              |
| 1994/95     | 2ªB        | 4.   |              |

| Szezon  | Osztály | Poz. | Copa del Rey |
| ------- | ------- | ---- | ------------ |
| 1995/96 | 2ªB     | 15.  |              |
| 1996/97 | 2ªB     | 7.   |              |
| 1997/98 | 2ªB     | 3.   |              |
| 1998/99 | 2ªB     | 13.  |              |
| 1999/00 | 2ªB     | 6.   |              |
| 2000/01 | 2ªB     | 7.   |              |
| 2001/02 | 2ªB     | 16.  |              |
| 2002/03 | 3ª      | 6.   |              |
| 2003/04 | 3ª      | 6.   |              |
| 2004/05 | 3ª      | 6.   |              |
| 2005/06 | 3ª      | 14.  |              |
| 2006/07 | 3ª      | 4.   |              |
| 2007/08 | 3ª      | 14.  |              |
| 2008/09 | 3ª      | 5.   |              |
| 2009/10 | 3ª      | 6.   |              |
| 2010/11 | 3ª      | —    |              |

## Ismertebb játékosok
| - Gorka Brit - Koikili - Josu Sarriegi - Txiki |

## Ismertebb edzők
- Perico Alonso